# Henry De Thierry

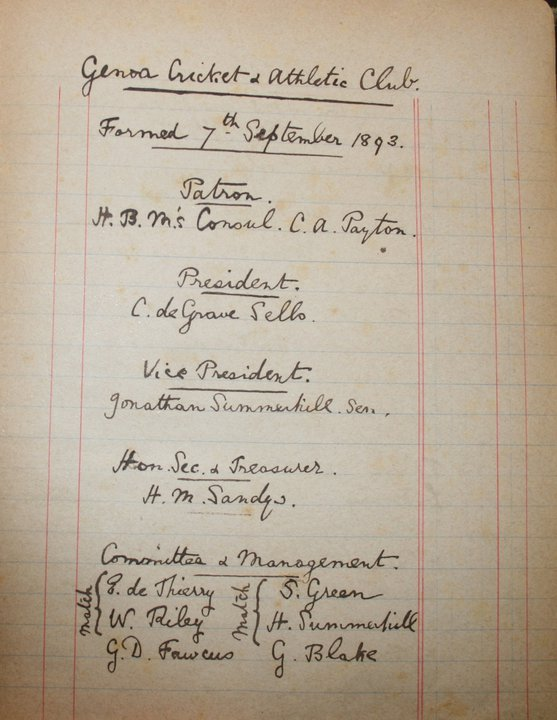
L'atto di fondazione del Genoa Cricket and Athletic Club, datato 7 settembre 1893.

Henry De Thierry (Lucca, 2 luglio 1839 – Savona, 4 dicembre 1919) è stato un imprenditore e dirigente sportivo britannico.

## Biografia
Nato da una nobile famiglia britannica di origine francese, De Thierry nacque in Italia, ove il padre si era trasferito per affari, nel 1839. Dopo aver lavorato per il consolato britannico a Genova, fondò nel 1874 a Manchester con altri suoi connazionali la "Società Foreste e Miniere del Monte Penna", per lo sfruttamento del monte Penna, presso Santa Maria del Taro.
Lo sfruttamento minerario venne abbandonato perché poco redditizio mentre lo sfruttamento del faggeto, grazie anche alla costruzione di una strada sul passo del Bocco, continuò per diverso tempo. Da esso si ricavavano varie sostanze chimiche e carbone di legna.
De Thierry restò a Santa Maria del Taro sino al 1905, anno del suo trasferimento a Savona, ove morì nel 1919.
Data la sua amicizia con Charles Alfred Payton, console britannico a Genova, fu tra i fondatori, il 7 settembre 1893, del Genoa, una delle più antiche società di calcio italiane.